# Iakov Iouzefovitch
Iakov Davidovitch Iouzefovitch (en russe : Я́ков Дави́дович Юзефо́вич), né le 12 mars 1872 et décédé le 5 juillet 1929 à Tartu en Estonie, est un lieutenant-général de l’empire russe et membre des armées blanches.

## Origines et formation
Iakov Iouzefovitch descend d’une famille noble de Tatares lituaniens. De confession musulmane. Il fait ses études au corps des cadets de Polotsk (1890), à l’école d’artillerie Michel (1893) et l’école militaire d'état-major Nicolas (1899).

## Officier de l’état-major général
Il servit dans la 7e batterie d’artillerie à cheval. En mars 1901 — novembre 1904 — il est adjudant de l’état-major de la région militaire de Varsovie. Il participe à la guerre russo-japonaise de 1904-1905 en tant qu’officier d’état-major auprès de la direction de la 3e armée de Mandchourie.
À partir du 8 décembre 1905 il est officier auprès de l’état-major de la région militaire de Varsovie. En novembre 1910 il est responsable de la direction générale de l’état-major général.

## Première Guerre mondiale
Il participe à la Première Guerre mondiale, d’abord au sein de l’état-major général puis, fin août 1914, à la tête de la division de cavalerie des autochtones du Caucase. Il est promu en 1915 au rang de général-major et décoré de l’Ordre de Saint-Georges de 4e classe en 1916.
À partir du 22 février 1916 il dirige l’état-major du 2e corps de cavalerie. En juin 1917 il commande la 12e division de cavalerie puis, le 7 septembre, le XXVIe corps d’armée. Du 9 septembre au 19 novembre 1917, il commande la 12e armée en Livonie jusqu'à sa dissolution.

## Guerre civile
Il rejoint l’armée des volontaires en été 1918 et devient, au 1er janvier 1919 chef d’état-major de l’armée des volontaires du Caucase, commandée par le baron Wrangel, qui devient en mai 1919 l’armée du Caucase. En l’absence de Wrangel malade, Iouzefovitch le remplaçait à la tête de l’armée. Le 27 juin de la même année il prend le commandement du 5e corps de cavalerie et subit une défaite face à l’Armée rouge à Orel. Du 29 novembre 1919 au 30 mai 1920 le général Iouzefovitch fait partie de la réserve auprès de la direction militaire des Forces Armées du Sud de la Russie. En avril 1920 il dirige les travaux de fortification à Perekop et la construction de la voie ferrée de Djankoï à Youchoune.
La carrière militaire de Iouzefovitch reprit de l’élan après que Wrangel accède au poste de commandant général de l’armée russe en Crimée. Le 22 mai 1920 il est nommé inspecteur général de la cavalerie et conserve ce poste jusqu’au 17 septembre. En septembre 1920 il part avec Pierre Struve pour Paris, d’où il devait rejoindre la Pologne et prendre le commandement de la 3e armée russe, alors en formation. À son arrivée en France la Pologne avait toutefois entamé des pourparlers avec la Russie soviétique et la nomination de Iouzefovitch n’était plus d’actualité.

## Exil
En novembre 1920 il part en exil à Wiesbaden, plus tard il s’installe en Pologne et en Estonie.